# Biały Pies
Biały Pies – grupa skał we wsi Siedlec, w województwie śląskim, w powiecie częstochowskim, w gminie Janów. Znajduje się na grzbiecie orograficznie prawego zbocza Doliny Wiercicy między ruinami Zamku Ostrężnik a skrzyżowaniem drogi wojewódzkiej nr 793 z drogą do Suliszowic (bliżej skrzyżowania). Pod względem geograficznym jest to obszar Wyżyny Częstochowskiej.
Biały Pies znajduje się w lesie. Najłatwiej dość do niego od skrzyżowania z drogą do Suliszowic. Ma wysokość 14 m i pionowe lub przewieszone ściany zbudowane z litego wapienia. Przez wspinaczy skalnych skała odkryta został dopiero w 2005 roku. Poprowadzili na niej 21 dróg wspinaczkowych o trudności od IV do VI.4+ w skali Kurtyki. Jest też możliwość poprowadzenia jeszcze jednej drogi. Na większości dróg zamontowano stałe punkty asekuracyjne: ringi (r) i stanowiska zjazdowe (st). Wśród wspinaczy skalnych skała jest średnio popularna.
1. Dla Mileny VI.1, 3r + st

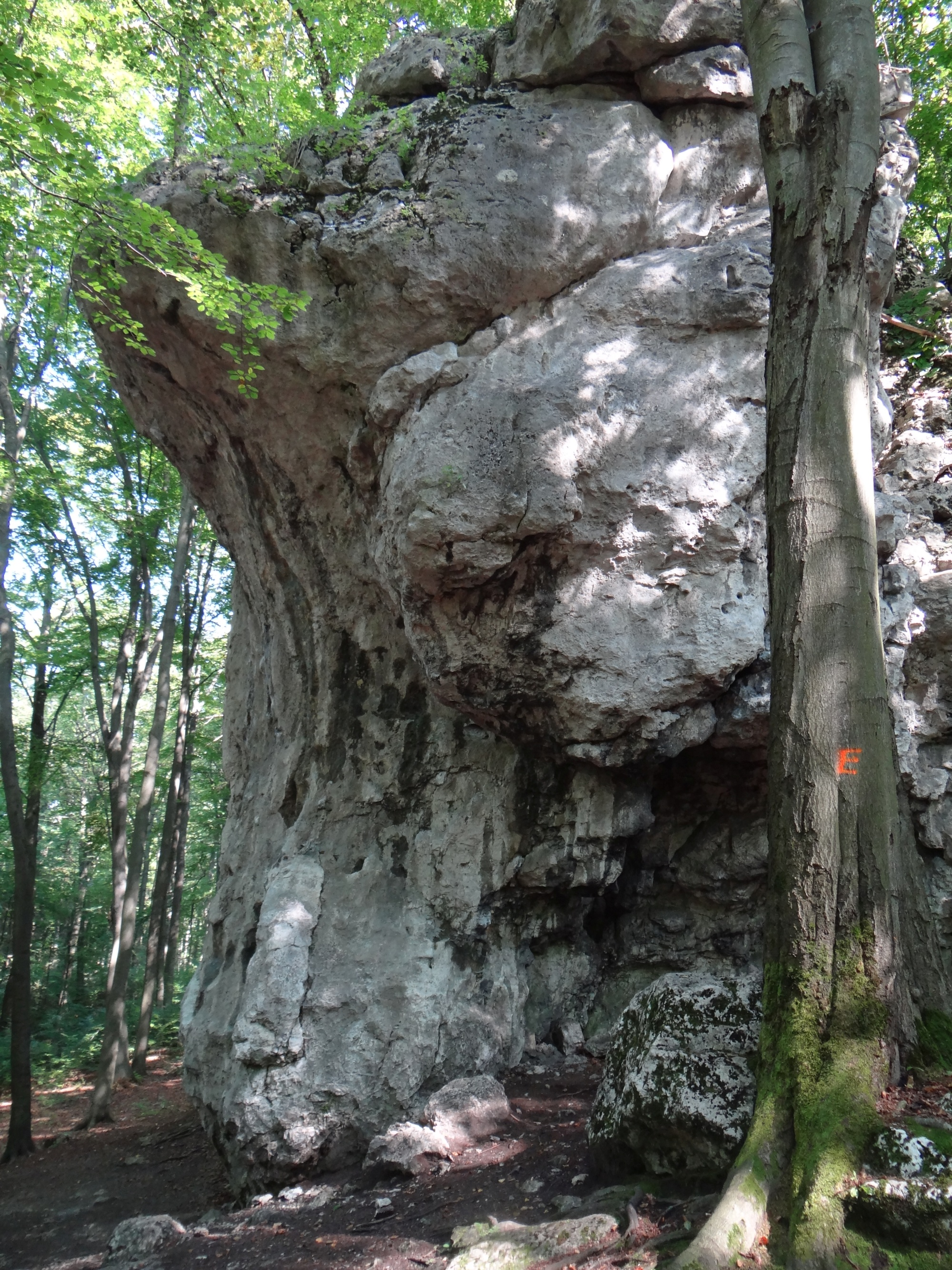
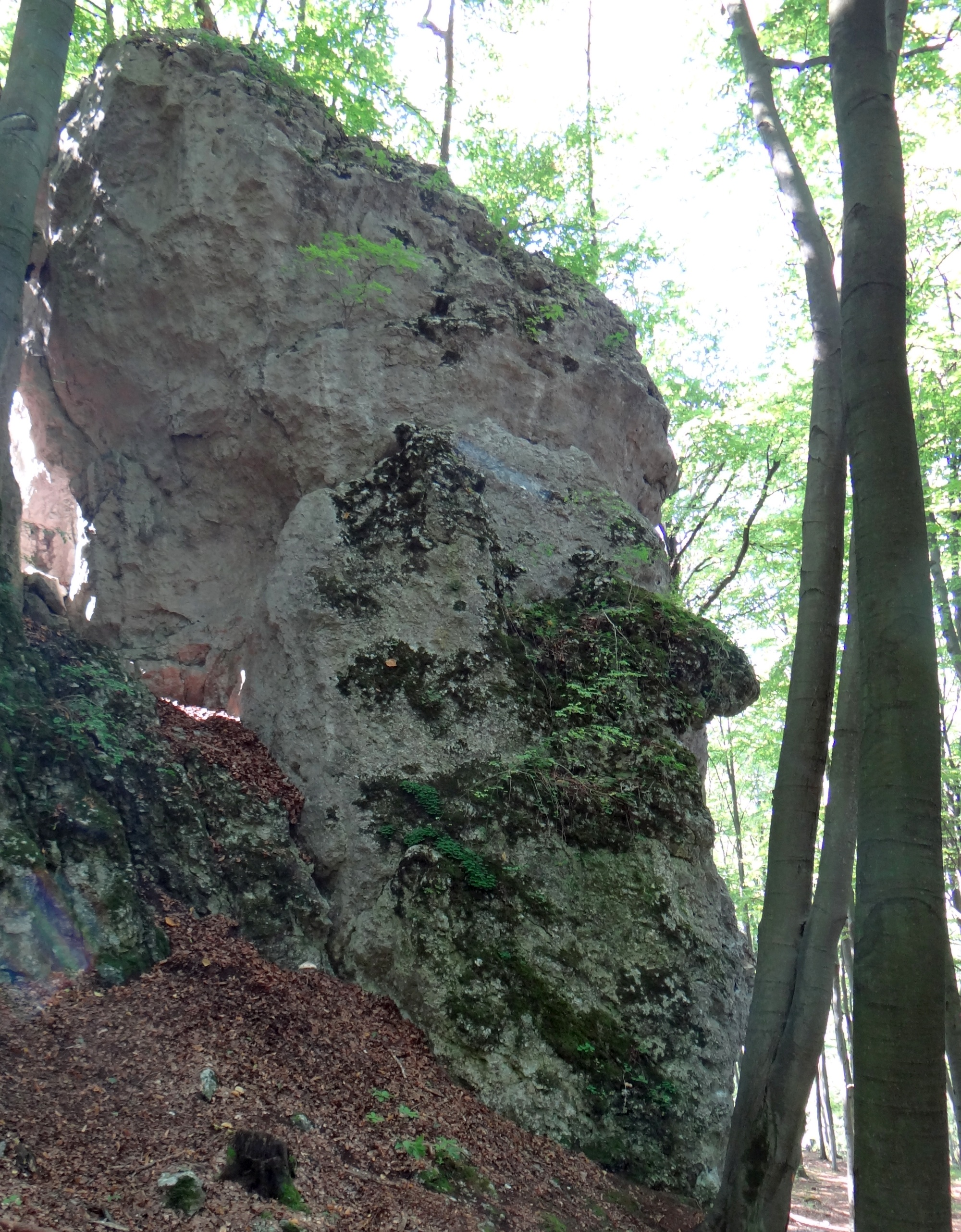
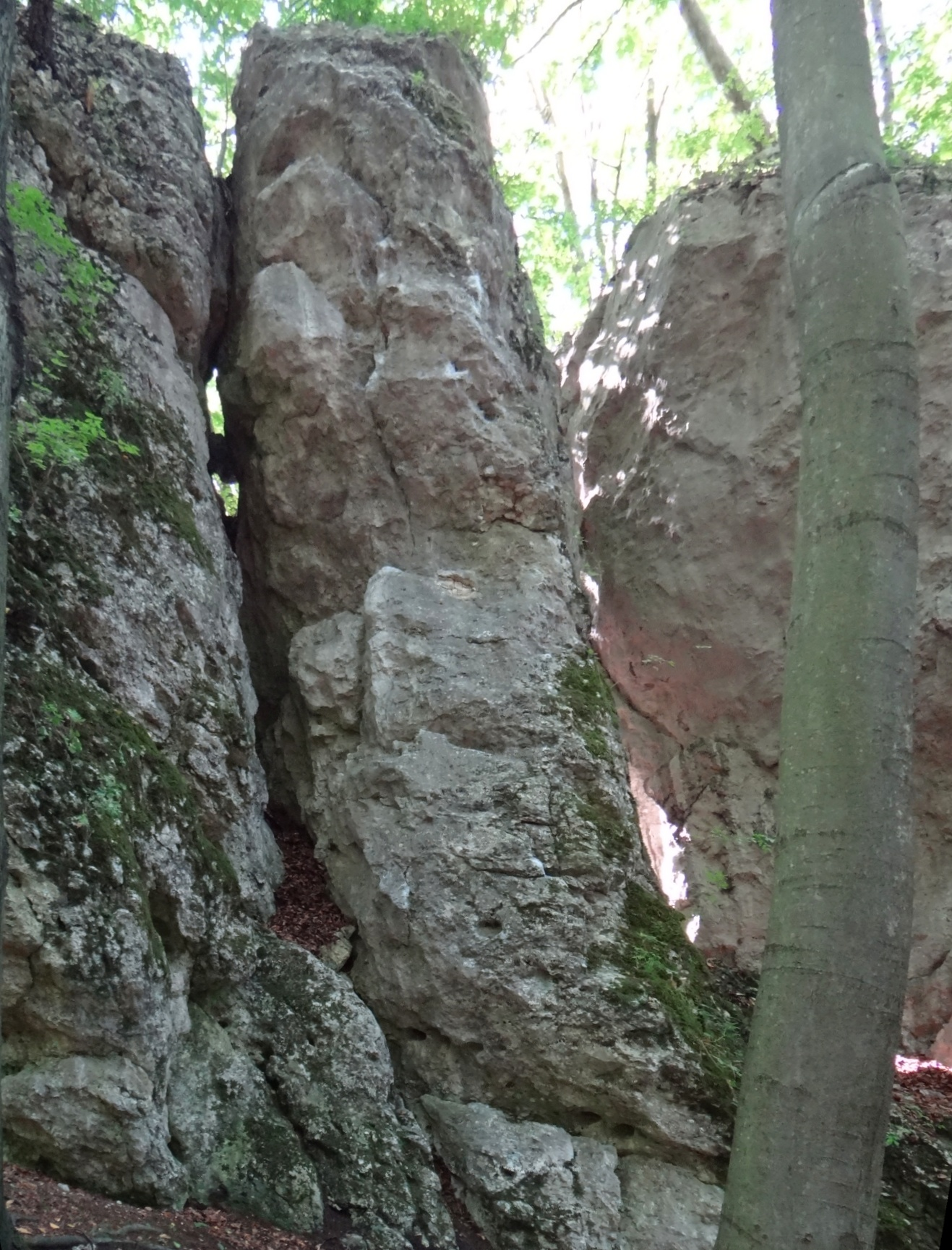
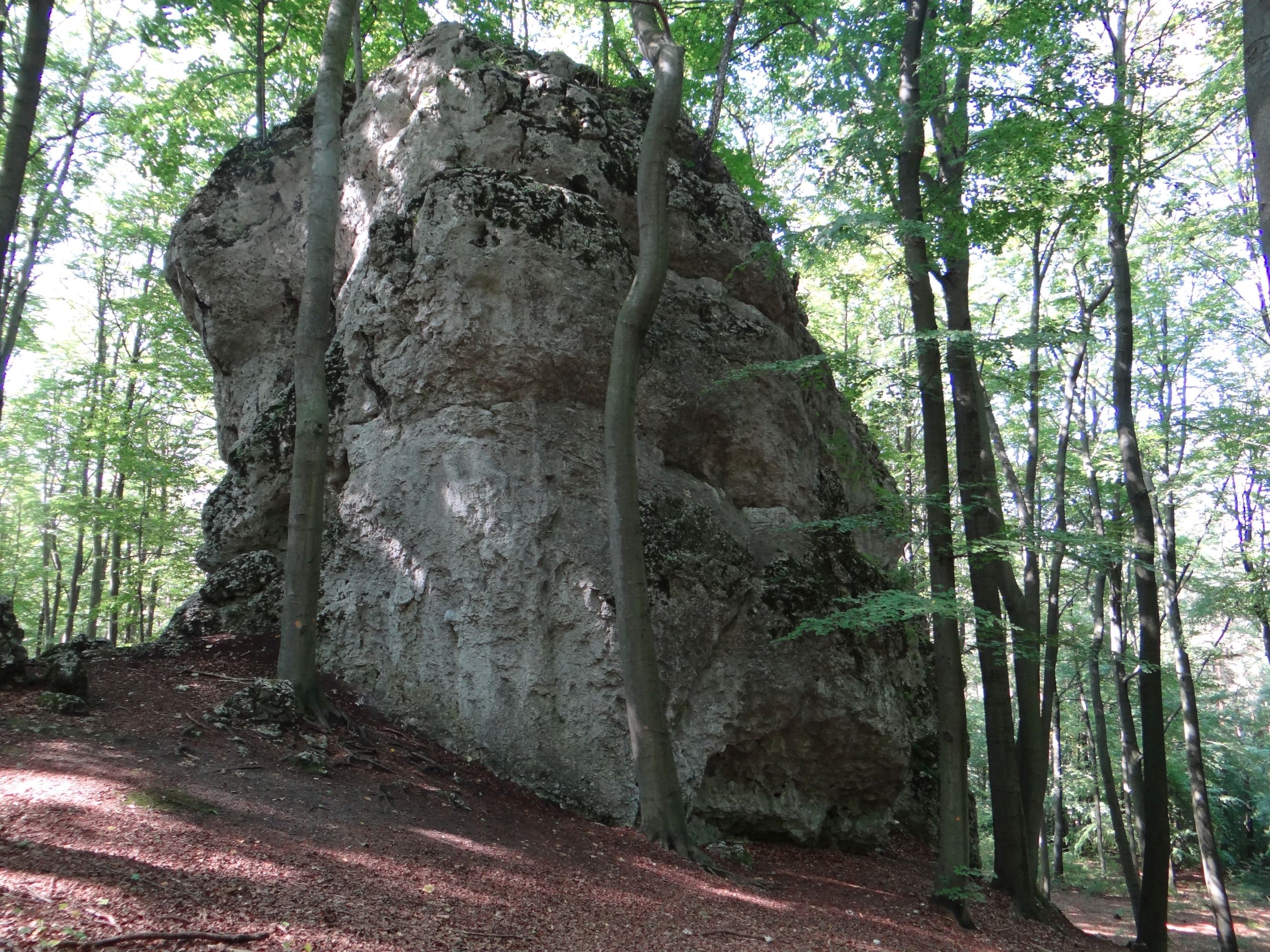
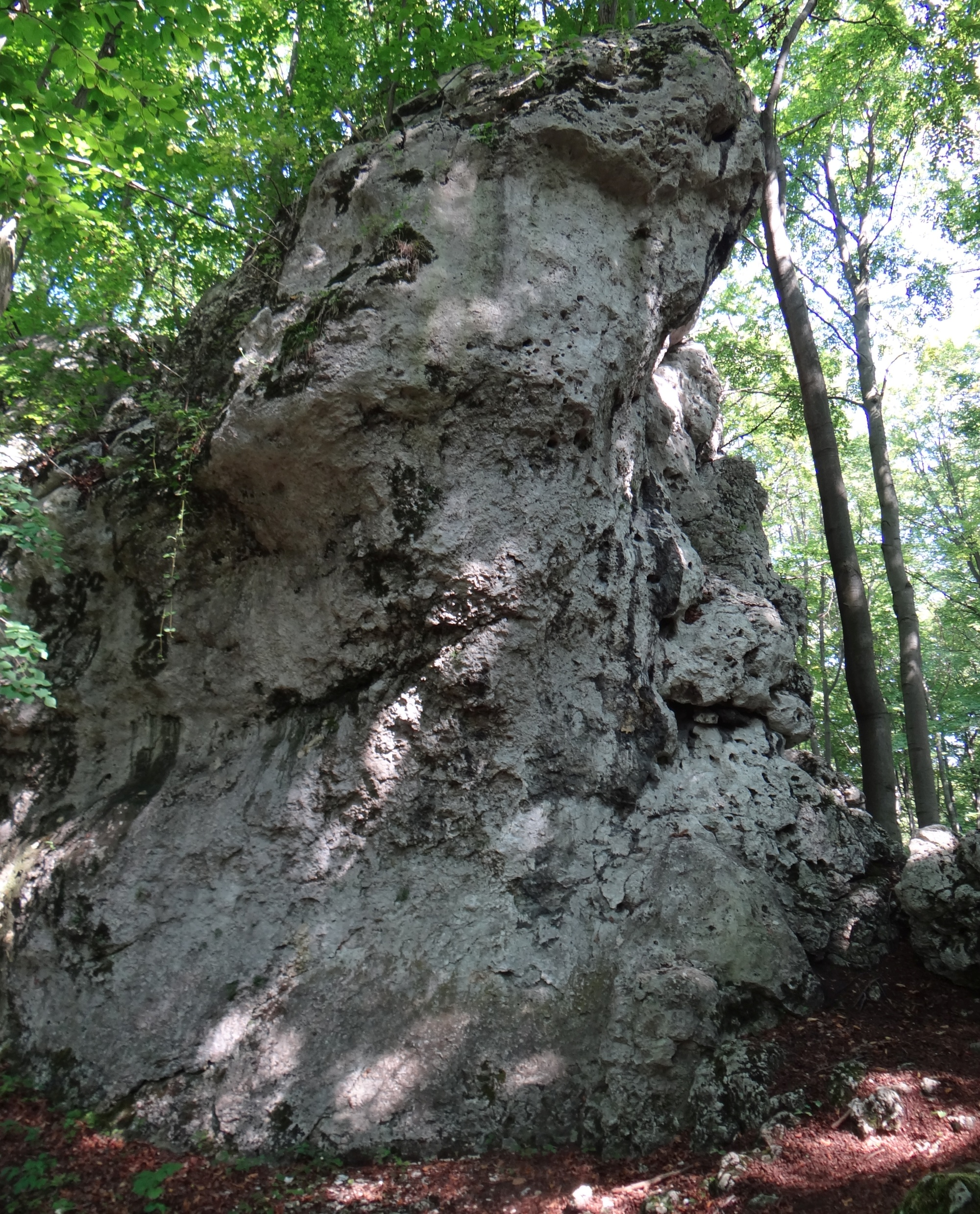
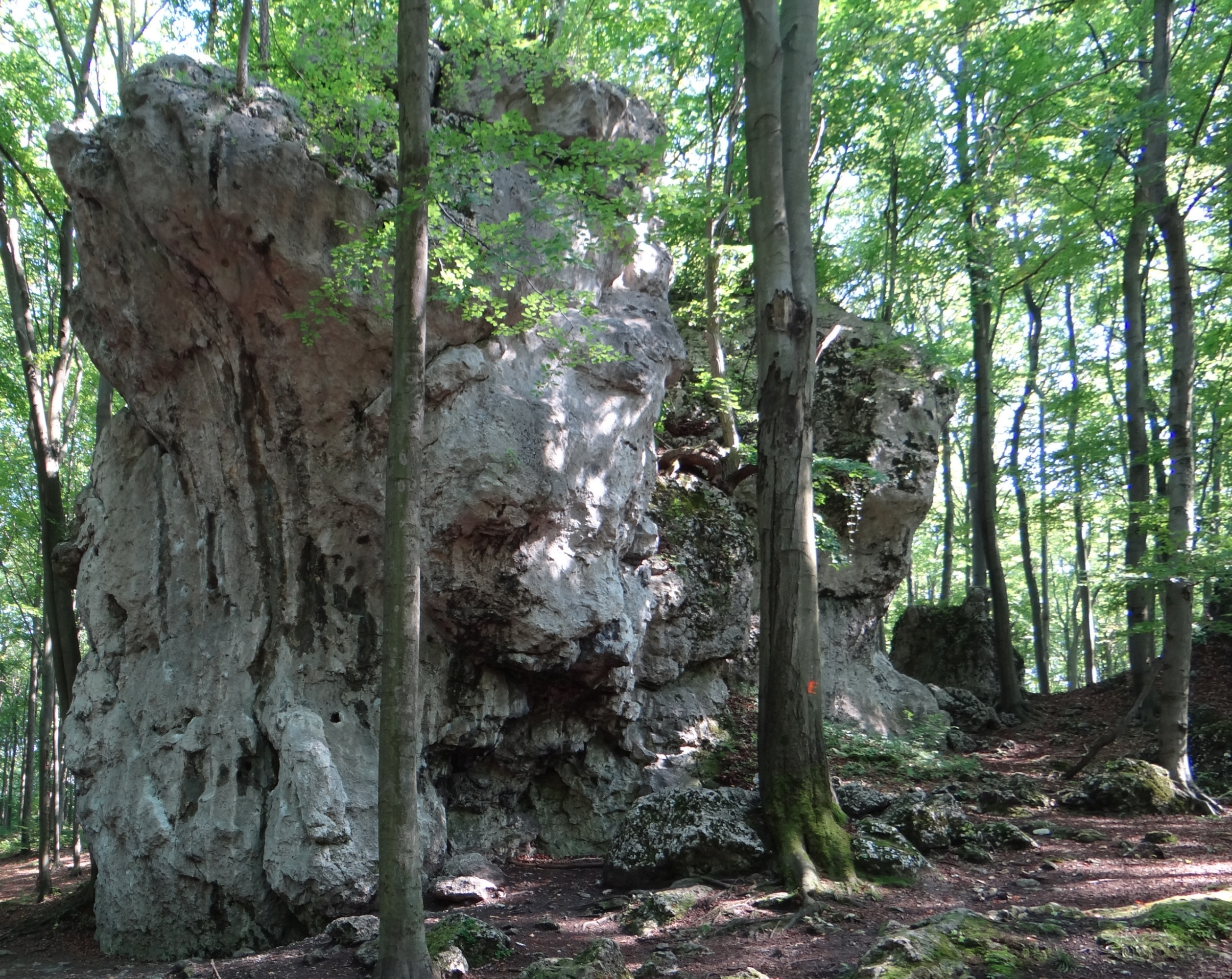
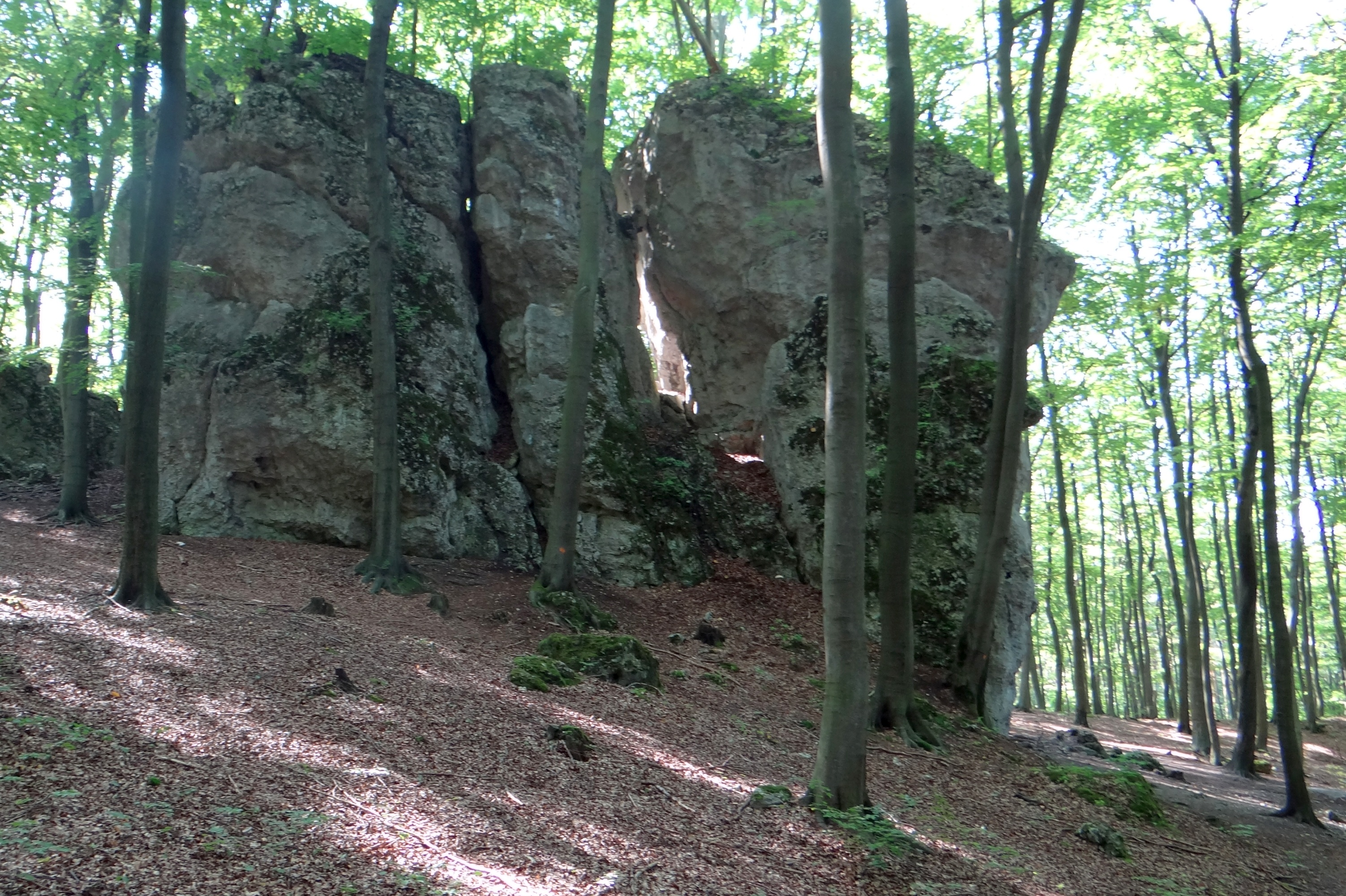

2. Powrót dziadków; VI.3+, 4r + st (niebezpiecznie)
3. Roboty leśne; VI i wariant VI.1, 4r (niebezpiecznie)
4. Leśny skok; VI.1+, 3r
5. Możliwość
6. Baby to chuje; VI.1+, 4r + st
7. Dla Weroniki; VI.1+, 5r + st
8. Saba; VI.2, 5r + st
9. Gejsza; VI.2+ i wariant VI.2, 5r + st (droga szczególnie polecana)
10. Moja; VI.3, 6r + st (droga szczególnie polecana)
11. Hugo; VI.1, 5r + st
12. Hektor ; VI.5, 6r + st (droga szczególnie polecana)
13. Ogi; VI.4+, 6r + st (droga szczególnie polecana)
14. Rekin; VI.4+, 3r + st
15. Ekspres; VI.4+, 5r + st
16. Mafik; VI.3, 5r + st
17. Mafiozo; VI.2, 4r + st
18. Mucha; VI.1, 5r + st
19. Ser ;V, 4r + st  (droga szczególnie polecana)
20. Droga zejściowa; IV (nie wystarczą same ekspresy)
21. Mała dziewczynka; VI.2+. 3R + st
22. Anoreksja Boys Atack; VI.2, 2r + st[4].